# 金刚烷胺
金刚烷胺（英語：Amantadine，常用名金刚胺）是美国FDA所批准的抗病毒和抗帕金森病药。金刚乙胺与金刚烷胺有着相似的结构和性质。
根据美国疾病控制与预防中心的数据，100%的季节性H3N2流感和2009年H1N1流感大流行的流感病毒样本对金刚烷胺有耐药性。在美国，金刚烷胺不再被推荐作为感冒药；中国发布的《流行性感冒诊疗方案（2020年版）》中，金刚烷胺被标注“对目前流行的流感病毒株耐药，不建议使用”，并于《流行性感冒诊疗方案（2025年版）》中删去了金刚烷胺。
另外，金刚烷胺抗帕金森病的效果仍不确定，2003年考科藍指出没有充分的证据证明金刚烷胺抗帕金森病的效果和安全性。

## 引用
1. 1 2 3 4 5   (PDF). TGA eBusiness Services. NOVARTIS Pharmaceuticals Australia Pty Limited. 2011-06-29  [2014-02-24]. （原始内容存档于2020-08-12）.
2. ↑  . 扬子晚报网. 2025-01-22  [2025-02-08].
3. ↑  上海宝山. . 上观. 2025-02-04  [2025-02-08].
4. ↑  Crosby, Niall J; Deane, Katherine; Clarke, Carl E. Clarke, Carl E , 编. . Cochrane Database of Systematic Reviews. 2003. doi:10.1002/14651858.CD003468.